# Valerică Găman
Marius Valeriu Gaman, född 25 februari 1989, är en rumänsk fotbollsspelare som för närvarande spelar för Süper Lig-klubben Kardemir Karabükspor.

## Karriär

### Universitatea Craiova
Han var lagkapten i Universitatea Craiova och en vanlig spelare för Rumänien U21. I februari 2011 förklarades han avtalsfri, men under tiden undertecknade han ett nytt kontrakt med U Craiova, från den 1 juli 2011. Han spelade under våren 2011 för Dinamo Bucureşti och återvände till Craiova i juli.[källa behövs]

### Astra Giurgiu
Efter utträde av Universitatea så förklarades Gaman återigen som avtalsfri och undertecknades den 3 augusti 2011 ett avtal om fem år med Astra Giurgiu.